# Francisco Ríos
Jesús Francisco Ríos (Monclova, Coahuila de Zaragoza; 6 de mayo de 1995), es un beisbolista profesional mexicano que jugó en la posición de lanzador P, en la Liga Venezolana de Béisbol Profesional (LVBP), con el equipo profesional de Los Leones del Caracas.

## Carrera como beisbolista

### 2013
Francisco Río fue contratado por la organización Toronto Blue Jays, y el 1 de junio de 2013 es asignado a Los DSL Blue Jays en Dominican Summer League  en la Clase foreign rookie.
En la LMP
El 17 de diciembre de 2013 hace su debut en la Liga Mexicana del Pacífico con la organización Los Tomateros de Culiacán en un solo partido permitió 1 hit, 1 Carrera, 1 Base por Bola en 1 Inning con un ERA 9.00

### 2014
El 19 de junio de 2014 Francisco Río es asignado a los Bluefield Blue Jays de la Appalachian League participó con el equipo 13 juegos con 3 juegos ganados y dos perdidos con un ERA 5.91, en 53 Inning y 1/3 permitió 79 hit, 43 carreras, 5 jonrones, 18 bases por bolas y Poncho a 38.

### 2015
El 19 de junio de 2015 Francisco Río es asignado a los Vancouver Canadians de la Northwest League en la Clase A temporada corta.
En la LMP
El 14 de octubre de 2015, vuelve a participar en la Liga Mexicana del Pacífico, con la organización de Los Tomateros de Culiacán.

### 2016
El 11 de abril de 2016, Francisco Río es asignado a los Lansing Lugnuts de la Midwest League Clase A (Media).
El 12 de mayo de 2016, Río es asignado a los Dunedin Blue Jays de la Florida State League Clase A Avanzada (Fuerte).
En la LMP
El 13 de octubre de 2016, vuelve a participar en la Liga Mexicana del Pacífico, con la organización d Los Tomateros de Culiacán.

### 2017
El 9 de abril de 2017, Francisco Río es asignado a los New Hampshire Fisher Cats de la Eastern League clase Doble A.
En la LMP
El 29 de octubre de 2017, vuelve a participar en la Liga Mexicana del Pacífico, con la organización de Los Tomateros de Culiacán.

### 2018
El 5 de abril de 2018, Francisco Río es asignado nuevamente a los New Hampshire Fisher Cats.
El 4 de agosto de 2018, Francisco Río es asignado a los GCL Blue Jays de la Gulf Coast League clase Rookie.
En la LMP
El 17 de octubre de 2018, vuelve a participar en la Liga Mexicana del Pacífico, con la organización de Los Tomateros de Culiacán.
En la LVBP
El 22 de noviembre de 2018, RÍO debuta el la Liga Venezolana de Béisbol Profesional para la Temporada 2018-2019, con los Leones del Caracas contra los Bravos de Margarita, participó con el equipo 3 juegos con un ERA 0.00, en 3 Inning permitió 3 hit, 2 carreras, 0 jonrones, 6 bases por bolas y Poncho a 6.
Boxscore